# Agente 0013: Hermelinda Linda 2
Agente 0013: Hermelinda Linda 2 es una película de comedia, drama, acción y fantasía mexicana de 1986 dirigida por Julio Almada y protagonizada por Evita Muñoz "Chachita", Xavier López "Chabelo", Rubi Re, Queta Carrasco y Yirah Aparicio. Es la segunda parte de la película Hermelinda Linda.

## Reparto
| Actor                  | Personaje |
| ---------------------- | --------- |
| Evita Muñoz "Chachita" |           |
| Javier López "Chabelo" |           |
| Rubi Re                |           |
| Queta Carrasco         |           |
| Hugo Macías Macotela   |           |
| Yirah Aparicio         |           |
| Michel Grayeb          |           |
| Bruno Rey              |           |
| Jorge Bekris           |           |
| Jesus Carrasco         |           |
| Pilar Delgado          |           |

## Productora
Julio Aldama produjo la cinta a través de: Cinematográfica de Occidente, S.A.

## Sinopsis
Durante una visita a la Embajada de Krakovia, Hermelinda Linda descubre accidentalmente un complot por parte de las naciones más poderosas del mundo: Emiratos Árabes y La USSR para comprar armas de destrucción masiva: una sofisticada arma cae accidentalmente en manos de la Bruja de Bondojia y ella utiliza sus poderes mágicos para salvar al mundo. La lucha entre Hermelinda Linda y los árabes y los soviéticos que cuentan con la ayuda de una bruja rusa y una hechicera africana será a muerte y con muchas víctimas de por medio.

## Soundtrack
- 'Elixir Del Amor'

## Recepción
Entre usuarios de Google tiene un porcentaje de 89% de aprobación.